# Jacqueline Thome-Patenôtre
Jacqueline Thome-Patenôtre (ur. 3 lutego 1904 w Paryżu, zm. 2 czerwca 1995 w Rambouillet) – francuska polityk i samorządowiec, deputowana krajowa i senator, podsekretarz stanu, posłanka do Parlamentu Europejskiego II kadencji.

## Życiorys
Urodziła się w rodzinie przemysłowców, córka posiadacza ziemskiego i polityka André Thome, który zginął w bitwie pod Verdun. Jej wychowaniem zajęła się matka, prowadząca salon dla elit politycznych. Uzyskała tytuł bakałarza w zakresie literatury. W 1925 wyszła za mąż za polityka i ministra Raymonda Patenôtre, z którym miała dwoje dzieci (małżeństwo zakończyło się rozwodem pod koniec II wojny światowej). Aktywnie wspierała karierę męża, a także feministyczne inicjatywy polityczne. Zajmowała się także działalnością społeczną: była wiceprzewodniczącą komitetu wykonawczego Europejskiego Ruchu Federalistycznego, członkiem komitetu sterującego Rady Gmin i Regionów Europy, a od 1970 do 1984 kierowała towarzystwem na rzecz ochrony zwierząt.
Po wojnie wstąpiła do Partii Republikańskiej, Radykalnej i Radykalno-Socjalistycznej, od 1961 do 1962 była jej wiceprzewodniczącą. Od 1973 należała do biura krajowego Lewicowej Partii Radykalnej, w 1979 wykluczona z niej po przystąpieniu do Federacji na rzecz Demokracji Radykalnej, na początku lat 80. powróciła do Partii Radykalnej. Zasiadała w Senacie (1946–1959) i Zgromadzeniu Narodowym (1958–1978, od 1960 do 1968 wiceprzewodnicząca). Była radną Sonchamp, a także departamentów Sekwana i Oise oraz Yvelines (1946–1979), od 1947 do 1983 pozostawała merem Rambouillet. Od czerwca do listopada 1957 zajmowała natomiast stanowisko podsekretarza stanu odpowiedzialnego za budownictwo i rekonstrukcję. W 1984 wybrana posłanką do Parlamentu Europejskiego z listy UDF-RPR, przystąpiła do Europejskiego Sojuszu Demokratycznego.
Odznaczona Legią Honorową V klasy.